# Jaapiella lactucicola
Jaapiella lactucicola är en tvåvingeart som beskrevs av Fedotova 1996. Jaapiella lactucicola ingår i släktet Jaapiella och familjen gallmyggor.
Artens utbredningsområde är Kazakstan. Inga underarter finns listade i Catalogue of Life.